# Lưu Tống Minh Đế
Lưu Tống Minh Đế (chữ Hán: 劉宋明帝; 439–472), tên húy là Lưu Úc (giản thể: 刘彧; phồn thể: 劉彧; bính âm: Liú Yù), tên tự Hưu Bỉnh (休炳), biệt danh Vinh Kì (榮期), là hoàng đế thứ 7 của triều Lưu Tống trong lịch sử Trung Quốc. Ông trở thành hoàng đế sau khi người cháu trai hung bạo và bốc đồng Tiền Phế Đế bị ám sát vào năm 465. Mặc dù, ban đầu Minh Đế được coi là người khoan dung và rộng rãi hơn người tiền nhiệm, song ngay sau khi lên ngôi ông đã sớm trở nên hung ác và luôn nghi ngờ. Trong thời gian trị vì của mình, ông đã ra lệnh tàn sát gần như toàn bộ các cháu trai và anh em của mình, khiến Lưu Tống suy yếu và góp phần vào việc triều đại này sụp đổ vào năm 479, tức chỉ bảy năm sau khi ông qua đời.

## Ban đầu
Lưu Úc sinh năm 439 và là con trai thứ 11 của Văn Đế. Mẹ của ông là mĩ nhân Thẩm Dung Cơ (沈容姬). Không rõ vì nguyên cớ gì, Văn Đế đã từng muốn ban cái chết cho Thẩm mĩ nhân, song bà đã thuyết phục Văn Đế rằng việc giết chết bà sẽ xúc phạm đến linh hồn chính thất quá cố của Văn Đế, Hoàng hậu Viên Tề Quy (袁齊媯), và Thẩm mĩ nhân đã được tha. Năm 448, Lưu Úc được phong làm Hoài Dương vương. Năm 452, tước hiệu của ông được đổi thành Tương Đông vương. Thẩm mĩ nhân qua đời năm 453, cũng trong năm đó Văn Đế bị thái tử Lưu Thiệu ám sát. Lưu Thiệu sau đó lên ngôi và tiến hành quản thúc một số hoàng đệ, trong đó có Lưu Úc, song họ đã được giải thoát khi một huynh đệ khác là Vũ Lăng vương Lưu Tuấn đánh bại và giết chết Lưu Thiệu rồi lên ngôi (tức Hiếu Vũ Đế). Hiếu Vũ Đế truy thụy cho Thẩm mĩ nhân là Tương Đông Quốc Thái phi, và mẹ của Hiếu Vũ Đế là Thái hậu Lộ Huệ Nam (路惠男) đã nhận nuôi Lưu Úc đến tuổi trưởng thành. Khi đã lớn, giống như các thân vương khác của Lưu Tống, Lưu Úc được luân phiên làm thái thú và thứ sử tại các quận và các châu. Lưu Úc được cho là người ân cần và rộng lượng, có tài văn chương. Ông cũng được thuật lại là một người thừa cân.

## Dưới thời Tiền Phế Đế
Năm 464, Hiếu Vũ Đế qua đời, và con trai Tiền Phế Đế lên kế vị. Tiền Phế Đế là người bốc đồng và bạo lực, và sau khi ông ta phát hiện và đàn áp tàn bạo một âm mưu nhằm lật đổ mình để đưa hoàng thúc Giang Hạ vương Lưu Nghĩa Cung (劉義恭) lên kế vị, ông ta đã lệnh cho các hoàng thúc phải trở về kinh thành và giam hãm họ. Trong số các hoàng thúc, Tiền Phế Đế đặc biệt nghi ngờ Lưu Úc, Kiến An vương Lưu Hưu Nhân (劉休仁), và Sơn Dương vương Lưu Hưu Hựu (劉休祐), vì họ lớn tuổi nhất. (Một hoàng thúc lớn tuổi hơn là Đông Hải vương Lưu Huy (劉褘) được cho là người tối dạ nên Tiền Phế Đế không xem người này là mối đe dọa lớn.) Do cả ba vị thân vương này đều thừa cân, Tiền Phế Đế đã ra lệnh đưa họ vào cũi và cân như cân lợn, và do Lưu Úc là người nặng nhất, Tiền Phế Đế đã gọi Lưu Úc là "Trư vương", Lưu Hưu Nhân bị gọi là "Sát vương", và Lưu Hưu Hựu thì bị gọi là "Tặc vương". Tiền Phế Đế thường hạ nhục Lưu Úc bằng cách nhốt vào trong chuồng và cho ăn giống như cách cho lợn ăn. Tiền Phế Đế cũng thường xuyên muốn giết chết Lưu Úc, Lưu Hưu Nhân và Lưu Hưu Hựu, song mỗi lần như vậy Lưu Hưu Hựu lại tâng bốc Tiền Phế Đế và khiến ông thay đổi tâm trí. Trong một sự cố, Tiền Phế Đế đã trói Lưu Úc như trói một con lợn và đưa đến nhà bếp, nói rằng: "Hôm nay là ngày giết lợn." Tuy nhiên, Lưu Hưu Nhân đã nói, "Hôm nay không phải ngày giết lợn." Tiền Phế Đế giận dữ hỏi Lưu Hưu Nhân vì sao thì được trả lời rằng "Sau khi hoàng tử của bệ hạ được sinh ra, khi đó hãy giết lợn và lấy ruột của nó ra!" Tiền Phế Đế thích thú với lời nói đùa của Lưu Hưu Nhân và không giết chết Lưu Úc.
Vào mùa đông năm 465, vào khoảng thời gian mà Tiền Phế Đế lập chính thất thứ hai, Lộ thị, làm hoàng hậu, đã không có đủ số hoạn quan trong hoàng cung để chuẩn bị buổi lễ, vì thế Tiền Phế Đế đã lệnh cho các hoạn quan từ các phủ vương gia đến để giúp đỡ. Lưu Úc đã lệnh cho một hoan quan của mình tên là Tiền Lam Sinh (錢藍生), phải quan sát hành động của Tiền Phế Đế và báo lại cho ông. Trong khi đó, một số hầu cận của Tiền Phế Đế đã lên kế hoạch ám sát vị hoàng đế này, và khi Tiền Phế Đế đang thực hiện một lễ xua đuổi yêu ma (sau khi mơ thấy linh hồn của một nữ quan và ông đã giết chết) thì đã bị Thọ Tịch Chi (壽寂之) đã xuống tay sát hại. (Các sử gia xưa thường gián tiếp cho rằng Lưu Úc có liên quan đến âm mưu, song không có bằng chứng thuyết phục.) Với sự ủng hộ của các bá quan và đặc biệt là từ Lưu Hưu Nhân, Lưu Úc đã xưng đế, tức Minh Đế.

## Chiến thắng Lưu Tử Huân
Minh Đế truy thụy cho Thẩm mĩ nhân là Tuyên Hoàng thái hậu, song do ông được mẹ của Hiếu Vũ Đế là Lỗ Thái hoàng thái hậu nuôi dưỡng, ông vẫn tiếp tục tôn bà làm thái hậu. Ông cũng cố gắng tiến hành bình định đế chế bằng cách thăng chức cho các bá quan, huynh đệ và một số cháu trai. (Tuy nhiên, ông đã buộc em trai Tiền Phế Đế là Dự Chương vương Lưu Tử Thượng (劉子尚), và Hội Kê Trưởng công chúa Lưu Sở Ngọc phải tự sát.) Minh Đế lập vương phi Vương Trinh Phong làm hoàng hậu.
Một trong số các cháu trai mà ông đã đề nghị thăng chức là Tấn An vương Lưu Tử Huân, người tham mưu chính của Lưu Tử Huân là Đặng Uyển (鄧琬) đã tuyên bố tiến hành nổi loạn ngay trước khi Tiền Phế Đế bị ám sát. Tuy nhiên, Đặng Uyển đã từ chối và thay vào đó lại quay sang tuyên bố nổi loạn chống lại Minh Đế, liên kết với thứ sử Ung Châu (雍州, nay là tây bắc bộ Hồ Bắc và tây nam bộ Hà Nam) Viên Nghĩ (袁顗) và tham mưu chính của Lưu Tử Tuy (劉子綏) là Tuân Biện Chi (荀卞之). Họ cáo buộc Minh Đế là một kẻ tiếm quyền và đã sát hại Lưu Tử Thượng. Thứ sử Kinh Châu (荊州, nay là trung bộ và tây bộ Hồ Bắc) là Lâm Hải vương Lưu Tử Húc (劉子頊) và thái thú quận Hội Kê (會稽, nay gần tương ứng với Thiệu Hưng, Chiết Giang) là Tầm Dương vương Lưu Tử Phòng (劉子房) cũng nhanh chóng nổi dậy hỗ trợ. Vào mùa xuân năm 466, Đặng Uyển tuyên bố rằng đã nhận được mật chỉ tử tổ mẫu của Lưu Tử Huân là Thái hậu Lộ Huệ Nam, và tuyên bố Lưu Tử Huân là hoàng đế. Sau tuyên bố, gần như toàn bộ đế chế đã tuyên bố ủng hộ Lưu Tử Huân, và Minh Đế chỉ còn kiểm soát được khu vực ở xung quanh kinh thành Kiến Khang.
Tuy nhiên, các tướng của Lưu Tử Huân tiến quân chậm chạp, họ tin rằng Kiến Khang sẽ tự sụp đổ do thiếu nguồn cung lương thảo. Tướng Ngô Hỉ (吳喜) của Minh Đế đã nhanh chóng tiến về phía đông và bắt giữ Lưu Tử Phòng, chiếm được các quận xung quanh Hội Kê đã tuyên bố ủng hộ Lưu Tử Huân, vì thế vấn đề lương thảo của Kiến Khang đã được bảo đảm. Quân của Lưu Tử Huân và quân của Minh Đế đã lâm vào thế bế tắc trong nhiều tháng tại khu vực Sào Hồ, và chỉ kết thúc khi tướng Trương Hưng Thế (張興世) của Minh Đế xây dựng một đồn phòng thủ tại Tiền Khê (錢溪, nay thuộc Trì Châu, An Huy), ở phía thượng lưu so với đại quân của Lưu Tử Huân do Viên Nghĩ và Lưu Hồ (劉胡) chỉ huy, cắt đứt nguồn cung lương thảo của đội quân này. Sau đó, khi Lưu Hồ cố đánh chiếm Tiền Khế để thông đường cung lương thảo, ông ta đã bị Trương Hưng Thế và Thẩm Du Chi đánh bại, Lưu Hồ và Viên Nghĩ chạy trốn còn đội quân của họ bị sụp đổ. Lưu Hồ chạy về Tấn Dương, song sau đó lại dời đi với chiêu bài đang thiết lập hệ thống phòng thủ ngoại vi. Tấn Dương không có phòng vệ, và Đặng Uyển đã suy tính đến việc sát hại Lưu Tử Huân để tự cứu mình, song ông ta lại bị một người khác tên là Trương Duyệt (張悅) giết chết. Thẩm Du Chi sau đó tiến đến và hành quyết Lưu Tử Huân, kết thúc cuộc chiến giành quyền kế vị.
Tuy nhiên, sau chiến thắng, Minh Đế lại trở nên kiêu ngạo. Thay vì tiếp tục áp dụng chính sách ban đầu là ân xá cho những người đã tuyên bố ủng hộ Lưu Tử Huân, ông bắt đầu đối phó với những người đã không đầu hàng một cách khắc nghiệt. Đặc biệt, theo đề xuất của Lưu Hưu Nhân, ông ban tội chết cho tất cả những người con trai còn sống của Hiếu Vũ Đế, cáo buộc họ (người lớn nhất mới 10 tuổi) phản nghịch, cùng với một số bá quan khác mà ông nghi ngờ đã bí mật ủng hộ Lưu Tử Huân, bao gồm cả các cháu trai của Lộ Thái hậu. (Lộ Thái hậu đã qua đời trong chiến tranh trong một hoàn cảnh đáng ngờ. Một tin đồn được ghi trong Nam sử cho rằng bà đã vui mừng một cách bí mật trước việc Lưu Tử Huân nổi loạn, và đã cố hạ độc Minh Đế để Lưu Tử Huân có thể thành công, song Minh Đế đã nhận ra ý định của bà và quay sang hạ độc bà.) Đến năm 466, Minh Đế phong cho người con trai cả của mình, Lưu Dục, làm thái tử.

## Để mất các châu phía bắc
Các hành động trả thù của Minh Đế đã khiến Lưu Tống phải chịu tổng thất nặng nề. Khi thứ sử Từ Châu (徐州, nay là bắc bộ Giang Tô và bắc bộ An Huy) Tiết An Đô (薛安都), người trước đây từng tuyên bố ủng hộ Lưu Tử Huân, nay cố hàng phục Minh Đế thì Minh Đế thay vì ngay lập tức ân xá lại cho một đội quân tiến đến đại bản doanh của Tiết tại Bành Thành, Tiết lo sợ rằng Minh Đế không có ý định ân xá cho mình. (Thực tế thì đúng là Minh Đế không có ý định ân xá và có ý khiến cho Tiết chống lại để có thể loại bỏ.) Tuy nhiên, thay vì chỉ kháng cự đơn thuần, Tiết An Đô đã dâng Từ Châu cho kình địch Bắc Ngụy. Noi theo hành động của Tiết là thứ sử Duyện Châu (兗州, nay là tây bộ Sơn Đông) Tất Chúng Kính (畢眾敬), thứ sử Thanh Châu (青州, nay là trung bộ và đông bộ Sơn Đông) Thẩm Văn Tú (沈文秀), và thứ sử Ký Châu (冀州, nay là tây bắc bộ Sơn Đông) Thôi Đạo Cố (崔道固), song Thẩm và Thôi ngay sau đó đã quay sang trung thành với Minh Đế. Quân Bắc Ngụy nhanh chóng hội quân cùng với Tiết An Đô, và họ phòng thủ chống lại các cuộc tấn công của quân do Minh Đế cử đến, do tướng Trương Vĩnh (張永) và Thẩm Du Chi chỉ huy. Do quân Lưu Tống không thể thực sự bao vây Bành Thành, Trương Vĩnh và Thẩm Du Chi đã buộc phải rút quân vào mùa xuân năm 467, và khi đó, quân Bắc Ngụy do tướng Uất Trì Nguyên (尉遲元) chỉ huy đã cùng với Tiết An Đô đã tấn công hai bên, khiến Lưu Tống phải chịu một thất bại lớn. Mặc dù Thẩm Du Chi phản đối, Minh Đế đã lại tiếp tục hạ lệnh tiến đánh Bành Thành vào mùa thu năm 467, và lần này Uất Trì Nguyên lại đánh bại được Thẩm Du Chi, kết thúc các nỗ lực của Minh Đế nhằm giành lại Từ Châu và Duyện Châu. Sau đó, Ký Châu và Thanh Châu hoàn toàn bị tách biệt với phần còn lại của Lưu Tống, các châu này không được cấp thêm binh lính, và tướng Mộ Dung Bạch Diệu (慕容白曜) của Bắc Ngụy đã buộc Thôi Đạo Cố phải đầu hàng vào mùa xuân năm 468 và chiếm đại bản doanh của Thẩm Văn Tú tại Đông Dương (東陽, nay thuộc Duy Phường, Sơn Đông), sáp nhập các châu này vào Bắc Ngụy.
Một người ở Giao Châu là Lý Trường Nhân đã nhân lúc thứ sử Lưu Mục bị bệnh chết, đã giết chết những bộ thuộc của Lưu Mục đem đến rồi chiếm giữ Giao Châu, tự xưng là thứ sử. Minh Đế sau đó liền sai Lưu Bột sang làm thứ sử Giao Châu song bị Lý Trường Nhân đem quân chống lại, chẳng bao lâu sau thì Lưu Bột chết. Lưu Tống đành phải để Lý Trường Nhân cầm quyền tự trị ở Giao Châu.
Minh Đế cũng bắt đầu nghi ngờ các em trai mình, và đến năm 469, khi một âm mưu nhằm đưa Lưu Huy lên làm hoàng đế bị phát giác, Minh Đế đã giáng chức hoàng đệ này và sau đó buộc ông ta phải tự sát. Minh Đế cũng trở nên không hài lòng trước việc Lưu Hưu Nhân ngày càng có nhiều quyền lực, Lưu Hưu Nhân nhận thức được điều này nên đã từ bỏ một số quyền của mình song vẫn không thể lấy lại được sự tin nhiệm của Minh Đế.

## Thời kỳ trị vì cuối
Trong lúc đó, Minh Đế cũng trở nên sa đọa. Giả dụ như vào năm 470, ông đã ra lệnh cho các bá quan cùng thứ sử và thái thú phải dâng cho mình các quà tặng, và khi thái thú quận Thủy Hưng (始興, nay gần tương ứng với Thiều Quan, Quảng Đông) Tôn Phụng Bá (孫奉伯) chỉ tặng cổ cầm và sách, chứ không phải là những thứ châu báu như Minh Đế mong muốn, ông đã đưa thuốc độc đến cho Tôn và lệnh cho người này phải tự sát, song Minh Đế ngay sau đó đã thu hồi lệnh này. Trong một lần, Minh Đế tổ chức một yến tiệc trong cung, và ra lệnh rằng các nữ quan của mình phải cởi bỏ quần áo. Vương Hoàng hậu bối rối và đã lấy quạt để che mắt. Minh Đế tức giận và nói rằng, "Nhà nàng quá ngây thơ và không biết gì về thiên hạ. Hôm nay mọi người đều cố gắng để vui vẻ, vậy tại sao hậu lại đi che mắt của nàng?".
Theo tài liệu lịch sử được viết dưới thời triều Nam Tề kế tục, Minh Đế là người liệt dương, và mặc dù ông đã có tới 12 người con trai song đó là kết quả của việc ông đã ra lệnh bắt giữ các thê thiếp mang thai của các huynh đệ và giữ lại đứa trẻ nếu là con trai, hoặc lệnh cho các hậu phi quan hệ với người khác. (Tuy nhiên, thực tế là Vương Hoàng hậu đã có hai con gái và không có con trai) Thêm vào đó, Minh Đế được thuật lại là có tính đa nghi, ghen tuông, độc ác và bạo lực. Ngoài ra, ông cũng là người mê tín, và các bá quan cùng hầu cận bị buộc phải tuân theo một số điều cấm kỵ trong ngôn từ và hành vi. Bất kỳ ai vi phạm những điều cấm kỳ này đều sẽ bị hành quyết, thường là bằng một cách tàn nhẫn, bao gồm mổ bụng để lấy quả tim hay ruột của họ ra.
Năm 471, Minh Đế lâm bệnh, và do Thái tử Lưu Dục lúc này chỉ mới tám tuổi, ông đã lo sợ rằng các huynh đệ của mình sẽ tước đoạt ngai vàng, và do đó đã quay lưng với họ. Mục tiêu đầu tiên là Lưu Hưu Hựu vì người này được coi là có tính kiêu ngạo và hung bạo, ông ta cũng thường khiến cho Minh Đế phải bực mình. Do đó, trong một chuyến đi săn với Lưu Hưu Hựu, Minh Đế đã nhân cơ hội để lệnh cho cận vệ đẩy Lưu Hưu Hựu xuống ngựa và sau đó đánh cho đến chết. Khi tin tức đến tai hoàng đệ nhỏ tuổi nhất của Minh Đế là Ba Lăng Ai vương Lưu Hưu Nhược (劉休若), đồng thời là thứ sử Kinh Châu, các thành viên tham mưu cho Lưu Hưu Nhược đã đề xuất rằng ông ta nên tiến hành nổi dậy, đặc biệt là khi có lệnh triệu ông ta về Kiến Khang và sau đó đảm nhiệm chức vụ thứ sử Nam Từ Châu (南徐州, nay là phía tây trung bộ Giang Tô) của Lưu Hưu Hựu trước đây. Tuy nhiên, Lưu Hưu Nhược đã không tiến hành nổi loạn và đã đến Nam Từ Châu. Trong khi đó, do dư luận cho rằng Lưu Hưu Nhân sẽ trở thành nhiếp chính nếu như Minh Đế qua đời, tất cả các bá quan cấp trung đều cố lấy lòng Lưu Hưu Nhân và các thuộc hạ của ông, điều này đã khiến cho Minh Đế tức giận và nghi ngờ, và ông đã buộc Lưu Hưu Nhân phải tự sát. Sau đó, Minh Đế triệu Lưu Hưu Nhược trở lại Kiến Khang và cũng buộc hoàng đệ này phải tự sát. Hoàng đệ duy nhất thoát chết là Quế Dương vương Lưu Hưu Phạm (劉休範), người này được cho là không có đức độ và bất tài, và do đó không được xem là một mối đe dọa.
Nghi ngờ của Minh Đế ngay sau đó chuyển sang các quan lại khác. Để kiểm tra thái độ của thứ sử Nam Duyện Châu (南兗州, nay là phía đông trung bộ Giang Tô) Tiêu Đạo Thành, Minh Đế đã lệnh cho chiến lược gia Ngô Hỉ đem một bình rượu đến chỗ của Tiêu. Tiêu tin rằng rượu này có độc, và tính đến việc phải chạy sang Bắc Ngụy, song khi Ngô tiết lộ rằng rượu không có độc và Minh Đế chỉ muốn thử lòng ông ta, và thậm chí còn uống trước một ít rượu. Tiêu Đạo Thành sau đó đã uống rượu, Ngô đã hồi kinh và xác nhận lòng trung thành của Tiêu, song việc Ngô tiết lộ rượu không có độc đã sớm bị lộ. Minh Đế trước đó đã sẵn nghi ngờ về khă năng của Ngô Hỷ, nay đã buộc Ngô phải tự sát. Vì lo sợ, một huynh đệ của Vương Hoàng hậu là Vương Cảnh Văn (王景文), đã cố từ chức chỉ huy quân đội. Tuy nhiên, Minh Đế đã không chấp thuận song vẫn nghi ngờ rằng Vương Cảnh Văn sẽ đoạt lấy quyền lực sau khi mình băng hà, Minh Đế vì thế đã buộc Vương Cảnh Văn phải tự sát vào mùa xuân năm 472. Minh Đế qua đời vào mùa xuân năm 472, và Thái tử Lưu Dục lên kế vị (tức Hậu Phế Đế).

## Hậu phi
- Hoàng hậu Vương Trinh Phong (王貞風), lập năm 465, sinh Lưu Bá Tự và Lưu Bá Viện
- Quý phi Trần Diệu Đăng (陳妙登), người huyện Kiến Khang , xuất thân bình dân , dung nhan mỹ mạo , sinh trưởng tử Lưu Dục , phong Hoàng thái phi rồi bị giáng xuống làm Thương Ngô Vương thái phi (苍梧王太妃).
- Tạ tu nghi, sinh Lưu Pháp Lương và Lưu Tiếp
- Chiêu hoa Trần Pháp Dung (陳法容), sinh Lưu Chuẩn
- Từ tiệp dư, sinh một hoàng tử vô danh và Lưu Tễ
- Trịnh tu dung, sinh Lưu Trí Tĩnh
- Đỗ tu hoa, sinh Lưu Hối
- Tuyền mĩ nhân, sinh Lưu Hữu , mất sớm
- Tuyền mĩ nhân, sinh Lưu Hi
- Từ lương nhân, sinh Lưu Tán, Lưu Tung

## Con cái
Nam
- Thái tử Lưu Dục (劉昱), lập năm 466, sau trở thành Lưu Tống Hậu Phế Đế
- Lưu Pháp Lương (劉法良), mất sớm
- Lưu Chuẩn (劉準), phong An Thành vương năm 471, sau trở thành Lưu Tống Thuận Đế
- Hoàng tử vô danh, mất sớm
- Lưu Trí Tĩnh (劉智井), phong Đông Bình vương và mất năm 470
- Lưu Tiếp (劉燮), được phong Tấn Hi vương năm 470, sau được phong làm Âm An huyện công của Nam Tề năm 479 rồi bị xử tử
- Lưu Hữu (劉友, 470-479), được phong Thiệu Lăng Thương vương năm 474
- Lưu Tễ (劉躋), năm 470 được phong làm Lâm Khánh vương, đến năm 474 được phong làm Giang Hạ vương, đến năm 479 bị Nam Tề cải phong là Sa Dương huyện hầu rồi xử tử
- Lưu Tán (劉贊, 470-478), tên ban đầu là Lưu Trí Tùy (劉智隨), phong làm Vũ Lăng vương vào năm 470.
- Lưu Hối (劉翽, sinh 471), năm 476 được phong làm Nam Dương vương, năm 478 cải thành Tùy Dương vương, đến năm 479 bị Nam Tề cái phong là Vũ Âm huyện công rồi xử tử
- Lưu Tung (劉嵩, sinh 471), năm 476 được phong làm Tân Hưng vương, đến năm 479 bị Nam Tề cái phong là Định Tương huyện công rồi xử tử
- Lưu Hi (劉禧, sinh 471), năm 476 được phong làm Thủy Kiến vương, đến năm 479 bị Nam Tề cái phong là Lệ Phong huyện công rồi xử tử

Nữ
- Tấn Lăng Trưởng công chúa Lưu Bá Tự (劉伯姒)
- Kiến An Trưởng công chúa Lưu Bá Viện (劉伯媛) , mẹ là Hoàng hậu Vương Trinh Phong.
- Dương Tiện công chúa (阳羡公主) , hạ giá Vương Kiệm (王儉) , sinh ba trai hai gái.